# Gaia Zucchi
Gaia Zucchi (n. 27 martie 1970, Roma, Italia) este o actriță italiană de film, teatru și televiziune.

## Biografie
Născută la Roma în 1970, are origini aristocratice din partea mamei sale. Bunicul ei, Aldo Zucchi, a fost locotenent al Armatei Regale Italiene, decorat cu Medalia de Aur a Valorii Militare.
A absolvit Centro sperimentale di cinematografia, condus la acea vreme de Lina Wertmüller, iar printre profesorii ei s-au numărat Goliarda Sapienza și Attilio Corsini. În același timp a absolvit studii superioare de psihologie și era activă în lumea divertismentului.
A început ca model și a interpretat benzi desenate foto în revistele Cioè și Lanciostory.
În 2023 a publicat o carte autobiografică, La vicina di Zeffirelli („Vecina lui Zeffirelli”), care descrie prietenia pe care a avut-o cu regizorul Franco Zeffirelli.
Gaia are un frate și o soră, Marco și Simona. De asemenea, are un fiu și o fiică, Leonardo și Mia.

## Activitate teatrală
- La crisi del teatro (1994), regia A. Corsini
- Marasade (1996), regia M. Garroni
- Voglia matta - anni 60 (1995 - 1997), regia A. Corsini
- Gente soprattutto matta (1997), regia D. Formica
- Voglia matta - anni 50 (1998), regia A. Corsini
- Voglia matta di Roma (1999), regia A. Corsini
- La bottega del caffè (2000), regia M. Belli
- La giornata d'uno scrutatore (2003), regia Luca Ronconi

## Filmografie

### Filme de cinema
- Plagio (1989), regia Cinzia TH Torrini
- Nessuno mi crede (1992), regia Anna Carlucci
- Peggio di così si muore (1995), regia Marcello Cesena
- Fermo posta Tinto Brass (1995), regia Tinto Brass
- Il cielo è sempre più blu (1996), regia Antonello Grimaldi
- Il tocco: la sfida (1997), regia Enrico Coletti
- I Volontari (1998), regia D. Costanzo
- Forever (2003), regia Alessandro Di Robilant
- Rabbia in pugno (2012), regia Stefano Calvagna
- Jerry e Tom (2023), regia Gianluca Ansanelli

### Scurtmetraje
- Est (1993), regia F. Brizzi
- Caso Banderbit (1994), regia N. Nimica
- Muccino Muccina (1994), regia G. Petitti
- Carrozzelle felici (2003), regia Walter Garibaldi
- Come un fiore (2023), regia Benedicta Boccoli

### Filme de televiziune
- Papà prende moglie (1993)
- La signora della città (1996), regia B. Cino
- Tutti gli uomini sono uguali (1998), regia A. Capone
- Turbo (1999), regia A. Bonifacio
- La Squadra (2003)
- Carabinieri (2004-2005), regia regia Mertes
- Distretto di Polizia (2005), regia Monica Vullo
- Camera Cafè (2005)
- Prenditi cura di Me  (Reality show 2022) dir. Andrea Bocchino [5]